# Liguori Lacombe
Liguori Lacombe (17 juin 1895-13 avril 1957) est un avocat et homme politique fédéral et municipal du Québec.

## Biographie
Né à Sainte-Scholastique dans la région des Laurentides, il étudia le droit à l'Université de Montréal et commença à pratiquer en 1923 dans des firmes situées à Sainte-Scholastique et à Montréal. Il devint connu pour ses participations à plusieurs causes de procès pour meurtre.

## Début en politique
Élu député du Parti libéral du Canada dans la circonscription fédérale de Laval—Deux-Montagnes en 1925, il fut réélu en 1926. Défait par le conservateur Arthur Sauvé en 1930, il retrouva son siège en 1935 alors qu'il défit le ministre conservateur Lucien Henri Gendron qui opta pour cette circonscription après la nomination de Sauvé au Sénat.

## Opposition à la Seconde Guerre mondiale
En 1939, il se dissocie des Libéraux en votant contre la participation du Canada à la Seconde Guerre mondiale. Avec l'un de ses collègues, Wilfrid Lacroix, ils introduisirent un amendement demandant la non-participation à l'effort de guerre et pour montrer les hésitations des Canadiens français à joindre les Britanniques en guerre. Ce geste de ces deux libéraux fut immédiatement condamné par les éditoriaux du The Globe and Mail en exprimant le fait que ces deux députés entretiennent l'éternelle distinction indigne pour les Canadiens et le pays.
Réélu en tant que libéral indépendant en 1940. Plus durant l'année, Lacombe et Lacroix tentèrent de provoquer une révolte des députés québécois pour contrer l'Acte national de mobilisation des ressources. Ce projet de loi donnait le droit au gouvernement de recourir à la conscription.
En 1942, Liguori forma le Parti canadien dans le but de présenter des candidats à deux élections partielles et montrer l'opposition à l'imposition de la conscription et au projet de William Lyon Mackenzie King de tenir un plébiscite sur cette question. Le parti présenta des candidats contre Louis St-Laurent dans Québec-Est et contre Gaspard Fauteux dans Sainte-Marie, ce qui donna l'inspiration nécessaire à d'autres anticonscription de former le Bloc populaire canadien l'année suivante.
Après l'échec de l'invitation des autres députés québécois à se joindre à son parti, il prend part à un groupe non officiel de cinq députés anticonscription dirigé par Frédéric Dorion.

## Fin de carrière politique
Peu de temps avant les élections de 1945, Lacombe et le groupe dirigé par Dorion s'allient à l'ancien ministre libéral Pierre Joseph Arthur Cardin, qui avait quitté le cabinet King en 1942, pour former un Front national. Ce projet échoue un mois avant les élections lorsqu'il devient évident que de nombreux candidats échoueraient dans leur tentative de se présenter. Lacombe est toutefois réélu en tant que député indépendant.
Il démissionna de son poste de député en 1948 pour accepter un poste de magistrat de district offert par le gouvernement de Maurice Duplessis.
Lacombe fut aussi maire de Sainte-Scholastique de 1935 à 1948.  